# 외엽산도
외엽산도는 대한민국 전라남도 신안군 흑산면에 있는 섬이다. 무명도라고도 한다. 특정도서로 지정하여 관리되고 있다.

## 특정도서
외엽산도는 시스택, 해식애, 토르 등 특이지형이 분포하고, 멸종위기야생동물인 매가 서식하며 번식 가능성이 크며, 암반이 발달하는 등 다양한 해양생물 서식에 적합한 환경을 갖추고 있어 독도 등 도서지역의 생태계보전에 관한 특별법에 의거 특정도서로 지정되었다.
- 지정번호 : 제184호
- 면적 : 7,485m2
- 지번 : 전라남도 신안군 흑산면 태도리 산404